# Johan Theodor Bergelin
Johan Theodor Bergelin, född 6 april 1822 i Karlstad, död 27 juli 1864, var en svensk agronom.
Bergelin var son till provinisialläkaren Peter Johan Bergelin på Gotland som hade anklagats för högförräderi och dömts till döden, sedan han i berusat tillstånd proponerat "Gustaf V:s" skål. Han benådades dock och dömdes i stället till fästning, varifrån han även snart frigavs, och blev därefter stadsläkare i Karlstad.
Bergelin studerade vid Degebergs lantbruksinstitut, och inköpte därefter Nykvarns lant- och bruksegendom i Södermanland, vilken han senare överlät på ett bolag, och bosatte sig på Hammarby gård och blev sekreterare i Stockholms läns hushållningssällskap. Som elev till Edward Nonnen, det rationella jordbrukets fader i Sverige, följde han i sin lärares spår som författare och flitig bearbetare av lantbrukslitteraturen. 
År 1846 utgav Bergelin en bearbetning av Albrecht Daniel Thaers ryktbara verk Grundsatser i rationella landthushållningen, och på 1850-talet utgav han även ett flertal mindre "hjälpredor" i lantbruksrörelsen såsom Dagsverksjournal, Mjölkjournal med flera. 1855 började han utge Tidsskrift för svenska lantbruk. Han utgav även bearbetningar av andra författares verk som Hornboskapens ändamålsenligaste utfodring, betraktad från vetenskaplig och praktisk synpunkt (1862, original av Julius Kühn), Handbok i dränering eller grunddikning med tegelrör, dess theori och praktiska utförande, äfvensom anvisning att tillverka tegelrör (1864, original av Louis Vincent) och Naturlagarne för åkerbruket (1864, original av Justus von Liebig) samt redigerade Qvartalskrift för praktisk landthushållning 1862-64 samt Bibliotek i rationel landthushållning 1864. 